# Rieppeleon
Rieppeleon is een geslacht van hagedissen uit de familie kameleons (Chamaeleonidae).

## Naam en indeling
De wetenschappelijke naam van de groep werd voor het eerst voorgesteld door Conrad A. Matthee, Colin R. Tilbury en Ted M. Townsend in 2004. Er zijn drie soorten die tot 2004 onder het geslacht Rhampholeon werden gerekend.

### Soorten
Het geslacht omvat de volgende soorten die onderstaand zijn weergegeven, met de auteur en het verspreidingsgebied.
| Naam                     | Auteur         | Verspreidingsgebied                |
| ------------------------ | -------------- | ---------------------------------- |
| Rieppeleon brachyurus    | Günther, 1893  | Malawi, Mozambique, Tanzania       |
| Rieppeleon brevicaudatus | Matschie, 1892 | Kenia, Tanzania                    |
| Rieppeleon kerstenii     | Peters, 1868   | Kenia, Tanzania, Somalië, Ethiopië |

## Verspreiding en habitat
Alle soorten komen uitsluitend voor in Afrika en leven in de landen Kenia, Malawi, Mozambique en Tanzania. De habitat bestaat uit vochtige tropische en subtropische bossen en savannen.

## Beschermingsstatus
Door de internationale natuurbeschermingsorganisatie IUCN is aan alle soorten een beschermingsstatus toegewezen. De soorten worden gezien als 'veilig' (Least Concern of LC).